# Tachosa una
Tachosa una är en fjärilsart som beskrevs av Heinrich Benno Möschler 1887. Tachosa una ingår i släktet Tachosa och familjen nattflyn. Inga underarter finns listade i Catalogue of Life.